# Paura e desiderio
Paura e desiderio (Fear and Desire) è un film del 1953 diretto da Stanley Kubrick. Con un team di produzione di quindici persone, è il primo lungometraggio realizzato da Kubrick, il quale – come avvenne per gli altri suoi primi lavori – ne curò anche il montaggio e la fotografia. Il film rappresenta inoltre il primo approccio del regista al genere di guerra, che verrà in seguito ripreso nelle pellicole Orizzonti di gloria (1957) e Full Metal Jacket (1987), con le quali Paura e desiderio condivide l'analisi della condizione dei soldati in guerra. Sebbene il film non riguardi una guerra specifica, è stato prodotto e distribuito durante l'apice della guerra di Corea.
Proiettato in anteprima a New York il 31 marzo 1953 e distribuito negli Stati Uniti da Joseph Burstyn il giorno successivo, per numerosi anni il film non è stato reperibile nei canali di distribuzione ufficiali per volontà stessa dell'autore. Tuttavia, dal 2012 è disponibile sul mercato una versione restaurata della pellicola.

## Trama
Durante una guerra fra due nazioni non identificate, un aeroplano che trasportava quattro soldati (il tenente Corby, il sergente Mac e i soldati semplici Sydney e Fletcher) è precipitato sei miglia dietro le linee nemiche. I quattro uomini, tutti sopravvissuti ma disarmati, giungono ad un fiume e costruiscono una zattera sperando di poter raggiungere il loro battaglione attraverso il corso d'acqua che taglia il territorio nemico fino ad arrivare sul fronte alleato. Corby e Mac scorgono col binocolo un generale nemico che dimora in una caserma con un gruppo di soldati sulla sponda opposta del fiume. I due vedono inoltre un aeroplano che potrebbe essere impiegato per la fuga.
Durante la notte incappano in una baracca con due soldati nemici all'interno e li uccidono senza pietà per sfamarsi con il loro cibo e prendere i loro fucili. Il giorno seguente, in attesa del tramonto per poter navigare di nascosto con la zattera ormai ultimata, i soldati sono scoperti da una giovane contadina che non parla la loro lingua. I quattro uomini catturano la ragazza e, temendo che possa rivelare la loro posizione al nemico, la legano ad un albero con le loro cinture, poi decidono di lasciare Sydney, il più giovane di loro, a farle da guardia. Il soldato inizia a parlarle, dapprima normalmente poi quasi come in un delirio perché lei non lo capisce, e quando decide di slegare la ragazza credendo che lo voglia abbracciare, ella tenta la fuga e il soldato la uccide sparandole. Messo in allarme dai colpi di pistola, Mac raggiunge Sydney, che, dicendo cose insensate e fuori di sé, sparisce nella foresta con una grande risata.
Dopo l'uccisione della ragazza, il comandante Corby viene convinto all'azione da Mac: salendo da solo sulla zattera, Mac apre il fuoco per distrarre i soldati di guardia alla caserma dove, ormai indifesi, il generale ed il capitano nemici vengono assassinati da Corby e Fletcher. Dopo l'omicidio i due riescono a prendere l'aereo e a darsi alla fuga per raggiungere la propria base in attesa di Mac, che, ferito e alla deriva sul fiume, incontra Sydney ancora fuori di sè che si unisce a lui nel viaggio di ritorno in zattera.

## Produzione

### Regia
Prima di girare Paura e desiderio, Kubrick lavorava per la rivista Look come fotografo e nel 1951 aveva girato due cortometraggi documentari, Day of the Fight e Flying Padre. Entrambi i film vennero acquisiti per la loro distribuzione cinematografica dalla RKO Radio Pictures. Dopo le esperienze maturate dalla realizzazione dei cortometraggi, Kubrick si sentiva pronto a girare un lungometraggio narrativo. Lasciò quindi il suo lavoro a tempo pieno presso Look per dedicarsi alla creazione di Paura e desiderio.
La regia di Kubrick risentì dell'influenza del cinema russo d'avanguardia, in particolare delle scene appariscenti ed espressionistiche di Sergej Michajlovič Ėjzenštejn di cui il giovane regista era un appassionato.

### Sceneggiatura
La sceneggiatura, inizialmente intitolata The Trap ("La trappola") e poi Shape of Fear ("Forma di paura") durante la produzione del film, è stata scritta dallo sceneggiatore e drammaturgo Howard Sackler, un compagno di classe di Kubrick alla William Howard Taft High School del Bronx, il quale vinse il premio Pulitzer nel 1969. Sackler, fortemente influenzato dal lavoro del drammaturgo Eugene O'Neill e alla commedia La tempesta di William Shakespeare, si ispirò alla guerra di Corea scoppiata nel giugno 1950 per costruire la trama della pellicola. Sebbene la nazionalità degli eserciti coinvolti e il conflitto a cui partecipano siano sconosciuti, le uniformi dei soldati nemici ricordano le uniformi tedesche della seconda guerra mondiale.

### Cast
Fra gli attori scelti per il film, Kenneth Harp e Stephen Coit erano sconosciuti ai tempi, mentre Paul Mazursky, che esordì come attore proprio in Paura e desiderio, venne scoperto in una produzione Off-Broadway del dramma Quello che prende gli schiaffi di Leonid Nikolaevič Andreev e contattato da Sackler. Frank Silvera era invece un noto attore che lavorava per l'Actors Studio e l'American Negro Theater mentre Virginia Leith faceva la modella per un fotografo.

### Riprese

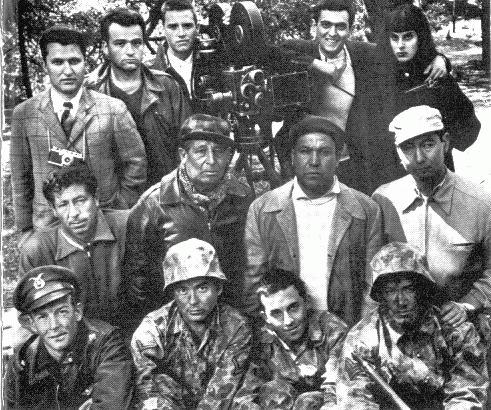
La troupe e il cast di Paura e desiderio. Nell'immagine è assente Virginia Leith che probabilmente stava scattando la fotografia.

Avendo utilizzato i suoi risparmi per Day of the Fight, Kubrick disponeva di un budget troppo scarso per la realizzazione del film. Inizialmente amici e parenti raccolsero mille dollari, a cui se ne aggiunsero più tardi 9.000 forniti dallo zio Martin Perveler, agiato proprietario di una catena di farmacie a Los Angeles. Perveler voleva stipulare col nipote un contratto grazie al quale avrebbe ottenuto una percentuale stabilita degli incassi dei film che Kubrick avrebbe girato da quel momento in poi. Il giovane regista rifiutò l'offerta e stabilì che il contratto fosse limitato agli introiti di Paura e desiderio, del quale Perveler divenne produttore associato. Il budget originario di 10.000 dollari raggiunse poi la cifra di 53.000 alla fine della realizzazione della pellicola.
Inizialmente Kubrick aveva intenzione di girare il film nella regione settentrionale dello stato di New York, la quale però venne sostituita a causa dell'imprevedibilità del meteo con le San Gabriel Mountains della California. Il gruppo di produzione consisteva di sole quattordici persone: i cinque attori, cinque membri della troupe (inclusi il regista e la prima moglie di Kubrick, Toba Metz, che svolgeva il ruolo di segretaria di edizione) e quattro lavoratori messicani che trasportarono l'attrezzatura per il film per le San Gabriel Mountains dove fu girata la pellicola entro i trenta giorni previsti. Il gruppo di produzione si stabilì in un accampamento scout completamente isolato e lontano da città e ristoranti. Kubrick fu costretto a improvvisare l'impiego dell'apparecchiatura a causa del budget limitato. Sapendo che per simulare la nebbia le grandi produzioni cinematografiche bruciavano un olio solubile chiamato Nujol, il regista decise di impiegare un atomizzatore agricolo riempito con acqua e un olio minerale che provocò un miasma, il quale produsse un notevole impatto visivo, ma finì quasi per soffocare i presenti. In un'intervista Mazursky ha ricordato il modo in cui Kubrick risolse il problema di girare le sequenze: "Non c'era alcuna dolly, ma solo una carrozzina per bambini a muovere la cinepresa. Fu Stanley a fare tutte le riprese. Non importa quale fosse il problema: sembrava che Kubrick avesse sempre una soluzione. Per me non c'è mai stato alcun dubbio che Stanley fosse già padrone del suo universo".

### Post-produzione
Per ridurre i costi di produzione Kubrick decise di girare le scene senza audio per poi aggiungerlo durante la fase di montaggio. L'inserimento di suoni, musiche e doppiaggio fecero però lievitare il costo totale a 53.000 dollari, ai quali sopperì in parte il produttore Richard de Rochemont – già avvicinato da Kubrick nel gennaio 1951 col fine di convincerlo a finanziare Paura e desiderio – in cambio di un aiuto da parte del giovane regista nella produzione della serie televisiva Omnibus. In particolare a Kubrick venne assegnato il ruolo di regista di seconda unità della miniserie di cinque puntate Mr. Lincoln (1952–1953), diretta da Norman Lloyd, sulla vita di Abraham Lincoln. Il regista si trovò in difficoltà anche nel montaggio di una scena chiave dove uno dei soldati scaglia a terra un piatto di fagioli ed entra nell'inquadratura dal lato errato. Kubrick sbagliò nella descrizione della sequenza e gli attori scavalcarono il campo. Per mantenere la continuità della sequenza, durante il processo di stampa venne rovesciata la parte di negativo in cui vi era l'errore e questo aumentò ancora la spesa per la realizzazione completa del film.
La colonna sonora del film, anch'essa aggiunta nella fase di post-produzione, è stata composta e diretta da Gerald Fried ed eseguita da 23 musicisti.

## Distribuzione
Paura e desiderio venne distribuito nei cinema statunitensi da Joseph Burstyn, che si era specializzato nella presentazione di titoli europei artistici e aveva consigliato al regista di cambiare il titolo della pellicola nell'attuale. Una piccola campagna pubblicitaria che presentava Paura e desiderio come un film di guerra con delle sfumature sexy anticipò l'anteprima, che si tenne presso il Guild Theatre di New York il 31 marzo 1953.
Nonostante il regista pubblicizzò fortemente la pellicola ai tempi della distribuzione, Paura e desiderio non fu un successo al botteghino e Kubrick dovette girare il cortometraggio promozionale The Seafarers (1953) per conto della Seafarers International Union affinché potesse raccogliere i fondi necessari alla realizzazione del suo successivo lungometraggio Il bacio dell'assassino (1955), che venne scritto a quattro mani da Kubrick e Howard Sackler e conta fra i suoi attori Frank Silvera, già presente in Paura e desiderio.
Negli anni che seguirono la sua distribuzione cinematografica sembrava che Paura e desiderio fosse scomparso. Il distributore Joseph Burstyn morì nel novembre 1953 e la sua compagnia cessò l'attività. Si sparse la storia che Kubrick, che considerava il suo film inguardabile, si era procurato tutte le copie esistenti di Paura e desiderio affinché nessuno potesse più vederlo e aveva distrutto i negativi della pellicola per evitare la creazione di nuove copie. Tuttavia, alcune copie del film vennero conservate in archivi cinematografici.
Il 24 novembre 1989 il film venne proiettato a sorpresa alla Multisala di Bologna durante la rassegna Il cinema ritrovato: si trattò di una proiezione "clandestina" in quanto si vollero evitare eventuali controversie legali derivanti dall'aver ignorato la volontà di Kubrick. Una prima visione retrospettiva di Paura e desiderio si tenne nel 1991 al Telluride Film Festival, dove deluse molti cineasti e appassionati di cinema. Nel gennaio 1994 il Film Forum, un cinema non a scopo di lucro di Manhattan, annunciò di proiettare Paura e desiderio – in una versione restaurata dalla George Eastman House – in un doppio spettacolo con Il bacio dell'assassino. Sebbene il copyright del film fosse scaduto e la proprietà della pellicola appartenesse al pubblico dominio – e quindi la proiezione fosse consentita senza commettere alcun reato –, Kubrick cercò di evitare che la promozione dell'evento raggiungesse il pubblico. Attraverso la Warner Bros. il regista rilasciò una dichiarazione che minimizzava fortemente l'interesse del film e definì Paura e desiderio «un balbettante esercizio amatoriale di cinema scritto da un poeta fallito, con un equipaggio di pochi amici e una bizzarria completamente inopportuna: noioso e pretenzioso». Dopo la morte del regista, avvenuta nel 1999, gli eredi perpetuano il suo desiderio di evitare ogni rappresentazione pubblica del film.
Fra le altre rare proiezioni del film si ricordano:
- quella del 1993 alla Library of Congress di Washington;
- quella del 2003 al Two Boots Den of Cin di New York;[12]
- quella dell'agosto 2008 al Wexner Center for the Arts di Columbus;
- quella del 12 settembre 2010 al Grauman's Egyptian Theatre di Los Angeles, a cui seguì un dibattito sul film con Paul Mazursky.[4][10]

Inoltre, alcune sequenze del film compaiono nel documentario Stanley Kubrick: A Life in Pictures (2001).
Il 19 novembre 2008 è uscito in Italia il DVD di Paura e desiderio in lingua inglese e sottotitolato in italiano. Nel 2010 è stata ritrovata una copia originale della pellicola nel laboratorio Puerto Rican Film. Il 14 dicembre 2011 la Turner Classic Movies ha mandato in onda una copia di Paura e desiderio restaurata dalla George Eastman House. Dopo l'annuncio a giugno 2012, il 23 ottobre dello stesso anno la Kino Lorber ha messo in commercio la pellicola restaurata dalla Library of Congress in DVD e Blu-ray.
La versione restaurata della pellicola è stata proiettata nelle sale italiane dal 29 al 31 luglio 2013, mentre in quelle statunitensi aveva già fatto la sua comparsa nel 2012.

### Edizione italiana
Il doppiaggio italiano è stato eseguito dalla Tecnofilm Due su dialoghi di Gianluca Curti e Alessandro Perrella. Non essendo disponibile una colonna internazionale, la musica presente durante i dialoghi è stata sostituita.

## Accoglienza
Kubrick mostrò Paura e desiderio in anteprima a importanti personaggi del mondo del cinema, fra i quali lo sceneggiatore e critico cinematografico James Agee, lo sceneggiatore e regista sperimentale Curtis Harrington e Mark Van Doren, critico cinematografico e professore della Columbia University, alle cui lezioni di cinema aveva partecipato lo stesso Kubrick.
Agee disse a Kubrick: «Ci sono troppo buone cose... per chiamare [Paura e desiderio] artistico», mentre Van Doren definì Paura e desiderio «brillante e indimenticabile» e in una lettera inviata al regista affermò: «L'incidente della ragazza legata all'albero segnerà la storia del cinema una volta che sarà vista: è allo stesso tempo bella, spaventosa e misteriosa. Niente del genere era mai stato fatto in un film prima, e questo da solo garantisce che l'avvenire di Stanley Kubrick merita di essere osservato da chi ama scoprire un grande talento nel momento della nascita».
Una recensione apparsa sul New York Times l'indomani dell'anteprima del film giudicò la pellicola «uno studio volubile e spesso visivamente potente delle emozioni represse», sebbene definì la sceneggiatura a tratti ampollosa ed eccessivamente poetica, e sottolineò come la regia di Kubrick fosse a volte tutt'altro che ispirata. Il giudizio continua: «Nonostante Paura e desiderio sia discontinuo e riveli un aspetto sperimentale piuttosto che elegante, il suo effetto complessivo è totalmente degno del sincero sforzo messo nella sua creazione». La recensione conclude affermando che: «Sebbene la sua sceneggiatura sia più intellettuale che esplosiva e il suo cast più loquace che espressivo, Paura e desiderio si sviluppa come un'attenta, spesso significativa e avvincente visione di uomini che hanno "viaggiato molto lontano dai confini privati"».
Una recensione su Variety definì la pellicola «un colto, originale dramma sulla guerra, notevole per il suo nuovo impiego della macchina da presa e il dialogo poetico; [...] una fusione di violenza e filosofia, in parte raffazzonato, in parte fortemente toccante». In risposta alle risate del pubblico nei confronti della performance troppo elaborata di Mazursky, Gavin Lambert, a quel tempo direttore della rivista cinematografica Sight & Sound, commentò dopo la visione del film: «Credo che ciò sia incredibilmente orribile... e credo che egli [Mazursky] sia incredibilmente talentuoso».
Tuttavia, nonostante il generale plauso della critica, Paura e desiderio ebbe poco successo presso il pubblico e gli incassi furono scarsi. Lo stesso Kubrick denigrò più volte la qualità della sua pellicola e a proposito dell'esperienza del suo primo lungometraggio affermò in un'intervista del 1958 che «il dolore è un buon maestro».